# Белые ходоки
Бе́лые Ходоки́ (англ. White Walker) — вымышленные человекоподобные существа (гуманоиды) из телесериала HBO «Игра престолов», снятого по мотивам цикла книг Джорджа Р. Р. Мартина, романа «Песнь льда и огня».
Первоначально упоминаемые в романах как «Иные», Белые Ходоки представляют собой сверхъестественную угрозу народам, живущим к северу от Стены в Вестеросе. Одно из изданий отметило их среди «самых визуально значимых существ в сериале».

## Описание
Во вселенной «Игры престолов» Белые Ходоки — это магические существа, отдалённо напоминающие мертвецов, хотя таковыми не являются. Ими правит Король Ночи — самый первый и самый могучий из белых ходоков. На Севере Семи королевств считалось, что Белые Ходоки приходят только зимой, и чтобы Король Ночи во время зимы не смог призвать мертвецов в свою армию, было принято сжигать тела погибших людей. Убить Белого Ходока можно с помощью огня или меча, выкованного из валирийской стали или из драконьего стекла (обсидиана); пытаться уничтожить Белого Ходока при помощи обыкновенного оружия бесполезно.
Мартин представляет Иных в прологе романа «Игры престолов» (1996), описывая их так: «Высокие… измождённые и твёрдые, как старые кости, с бледной, как молоко, плотью», с глазами «более глубокими и голубыми, чем у любых человеческих глаз / синего цвета, который горит как лёд». Они носят доспехи, которые, казалось, «меняют цвет при движении», и владеют характерными мечами, материал которых напоминает хрусталь, способными разбивать сталь. Иные тихо двигаются и говорят на своём языке; Мартин пишет, что их голоса подобны «треску льда на зимнем озере». В «Буре мечей» (2000) показано, что они уязвимы для оружия, изготовленного из драконьего стекла, так Сэмвелл Тарли убивает одного из них:
|                                                              | [T]he Other's armor was running down its legs in rivulets as pale blue blood hissed and steamed around the black dragonglass dagger in its throat … where its fingers touched the obsidian they smoked … the Other shrank and puddled, dissolving away. In twenty heartbeats its flesh was gone, swirling away in a fine white mist. Beneath were bones like milkglass, pale and shiny, and they were melting too. Finally only the dragonglass dagger remained, wreathed in steam … Grenn bent to scoop it up and flung it down again at once. «Mother, that’s cold». |  | Доспехи Иного струились по его ногам ручьями, бледно-голубая кровь шипела и текла вокруг чёрного кинжала из драконьего стекла в горле … коснувшиеся обсидиана пальцы дымились … Иной оседал и таял, растворяясь. Через двадцать ударов сердца его плоть исчезла, вихрясь в тонкой белой дымке. Под ней были кости, бледные и блестящие как молочное стекло и они тоже растаяли. Наконец остался только кинжал из драконьего стекла, окутанный паром… Гренн наклонился, чтобы поднять его и сразу же отбросил. «Мама, какой холодный». |  |
| Джордж Р. Р. Мартин (2000). «Глава 18: Сэмвелл». Буря мечей. | |  | |  |

В «Танце с драконами» (2011) Сэм раскрывает древние фрагменты записей, которые предполагают, что Иные также уязвимы для так называемой «драконьей стали», под которой он и Джон Сноу предполагают валирийскую сталь.
Существа, убитые Иными, вскоре восстают из мёртвых как вихты: нежить с бледной кожей, чёрными руками и такими же как у Иных светящимися голубыми глазами. Драконье стекло не способно поразить их. Воины-вихты после получения серьёзных увечий остаются в строю, и даже расчленённые части остаются ожившими, поэтому они должны быть уничтожены огнём. Люди, живущие на севере за Стеной, — «одичалые», — сжигают покойников, чтобы те не стали вихтами. Одичалые называют Иных «Белыми Ходоками», в отличие от остального Вестероса.

## Телевизионная адаптация

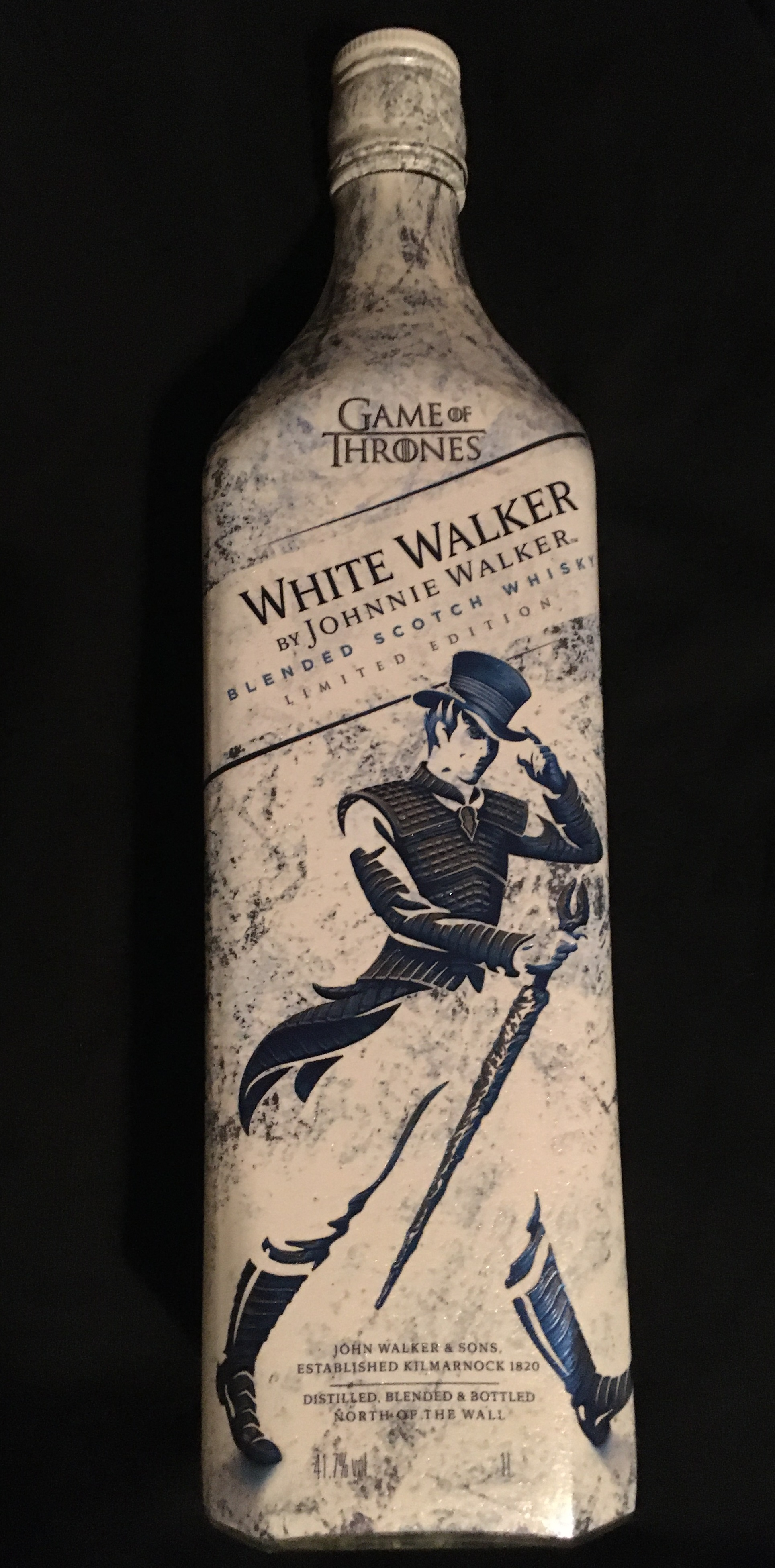
Бутылка виски White Walker

Белые Ходоки, изображённые в «Игре престолов» HBO, несколько отличаются по внешнему виду от своих литературных двойников, но Аарон Суппурис из The Verge назвал их одними из «наиболее визуально значимых существ на шоу». В сериале Росс Муллан сыграл первого показанного Белого Ходока. В сериале Иные названы «Белыми Ходоками» чтобы не путать «других» и «иных» в речи[уточнить].

### Мерчендайзинг
В 2012 году американская компания Funko выпустили фигуру White Walker как часть своего англ. POP! Television line, представляющая собой 4,5-дюймовые виниловые фигуры в японском супердеформированном стиле. Позже компания выпустила фигурку Mystery Mini Blind Box из стилизованного White Walker. Dark Horse Comics выпустила 9-дюймовую статую White Walker в 2013 году, а затем 9-дюймовую статую полной фигуры. В 2014 году Funko выпустила сочленённую фигурку White Walker с диагональю 6,5 дюйма (с аксессуаром для копья) как часть своей линии Legacy Collection, лицензированной HBO, в которой фигурируют «некоторые из самых популярных персонажей серии». В 2018 году Джонни Уокер выпустил White Walker, первый из нескольких видов виски в стиле «Игра престолов».